# ウィリアム・ウィンザー (ヤギ)
ウィリアム・「ビリー」・ウィンザー1世（英語: William "Billy" Windsor I）は王立ウェールズ第一大隊の兵長として仕えたカシミアヤギである。イギリス陸軍の歩兵大隊の一つである、ロイヤル・ウェルシュ第一大隊の兵長として仕えた。ウィリアムはキプロスの大隊の現役勤務に配属された一方で、2006年の女王公式誕生日祝賀会での無礼な振る舞いの後、3か月間フュージリアーに格下げされた。そして、2001年から2009年まで兵長として勤務した。彼の若い後任はウィリアム・ウィンザー2世として知られる。

## 来歴
軍隊にヤギがいるという伝統は1775年に始まった。アメリカ独立戦争の間にボストンの戦場をうろついていたある野生の山羊が、バンカーヒルの戦いの終わりにウェールズ軍旗を率いていた。もう1つのウェールズ軍所属のヤギとしてはタフィー4世がいる。ウェールズ連隊第2大隊にいたタフィーは公式に「軍隊のヤギ」として記録されている。タフィーは1914年8月13日に出陣し、モンスからの撤退、第一次イーペルの戦い（ゲールベルトの戦いを含む）、フェステュベールとジバンシーの戦いに加わったのち、1915年1月20日に死亡した。タフィーは死後にイギリス戦争勲章、戦勝祈念章、1914年星章を授与された。
王室のヤギの群れは、最初1834年から1848年にペルシャのシャーであったモハンマド・シャー・ガージャールから入手したものであった。当時モハンマドはヴィクトリア女王に1837年の即位記念の献呈品としてヤギの群れを贈った。
ヤギの群れはスランディドノーのグレートオームで育った。2001年に彼らは250頭に達し、食料不足に陥る危機にあった。庶民の庭に入り込んでいるヤギについての苦情が出たので、これに続いて議会は里親探しと繁殖制限の組み合わせで対処することを決定し、淘汰の提案は却下した。英国動物虐待防止協会の射手は雌のヤギを鎮静剤で大人しくさせ、遺伝的に特異な品種の頭数を制限するための避妊用のホルモンとしてプロゲステロンのインプラントを挿入した。2007年に85頭のヤギがケント、ヨークシャー、ブレコンビーコンズ、サマセットを含む地域に移されたが、口蹄疫の大流行によって中断することとなった。

## ウィリアム・ウィンザー1世
カシミアヤギのビリーは王室がもともと所有していた群れの子孫ではあったが、スランディドノーで野生生活を送っているヤギの群れの中から選ばれたのではなく、ホイップスネイド野生動物園で生まれた。ビリーは2001年にエリザベス2世により連隊に贈呈された。これは伝統的に行われており、新しいことではない。1844年から継続的にイギリス王室は、ロイヤル・ウェールズ・フュージリアーズ連隊に王室所蔵の群れからカシミアヤギを継続的に贈呈していた。
ビリー(認識番号25232301)はBBCによると「マスコットではなく軍隊階級を持つメンバー」である。2001年の入隊以来、ビリーは海外任務を遂行し王族の面前で行進した。主要な任務は全儀礼で大隊を率いて行進することだった。ビリーは連隊が参加した全てのパレードに出席した。調教師は「ヤギ少佐」の称号を得たライアン・アーサー兵長であった。

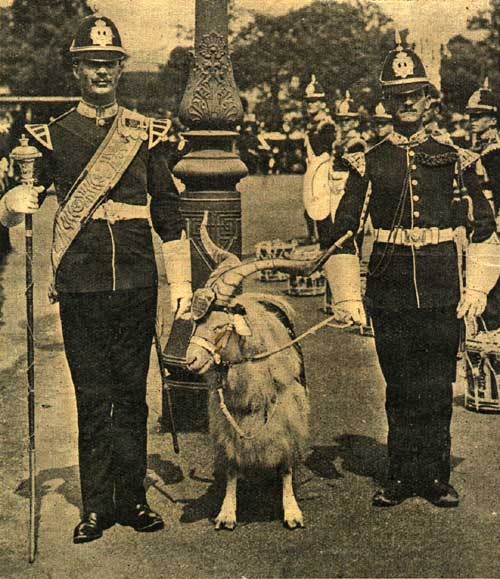
もう1頭の軍隊のヤギ：ウェールズ連隊第2大隊所属のタフィー4世は第一次世界大戦の間フランスでの現役勤務、モンスからの撤退や第一次イーペルの戦い、他の有名な戦いに参加した。1914年星章を受賞した。

### 一時的な降格
2006年6月16日、地中海南岸にあるキプロス、リマソール近郊エピスコピ駐屯地で、女王エリザベス2世の生誕80周年を祝うパレードが行われた。招待された要人にはオランダ、スウェーデン、スペイン大使とキプロスに配置されている国連軍のアルゼンチン人指揮官が含まれた。
キプロスへの第1大隊の配置はビリーの初めての海外任務であり、列の中にいることを命じられたにもかかわらずビリーは命令に従うことを拒んだ。足並みをそろえることに失敗し、ドラム奏者に頭突きをしようとした。南ウェールズのニース出身でヤギ少佐であった22歳のダイ・デイビス兵長は、ビリーを統御することができなかった。
ビリーは「容認できない行動」、「無礼」、「直列指令への不服従」で告発され、部隊長ヒュー・ジェームズ中佐の前に出頭しなければならなかった。懲戒委員会の後に、フュージリアーに格下げされた。この変化は他のフュージリアーにとって、ビリーがすれ違う際に気を付けをする必要がなくなったことを意味した（ビリーが兵長だった時はしなければならなかった）。
カナダの動物愛護団体は、彼は「ヤギらしくふるまった」にすぎず復位されるべきだと述べイギリス陸軍に抗議した。3か月後、9月20日の同じパレードの場において、ビリーはクリミア戦争でのロイヤル・ウェルシュ第一大隊の勝利を祝うアルマ・デイ・パレードでもともとの地位に復帰した。サイモン・クラーク大佐は「ビリーは特によい業績をあげ、彼はひと夏中女王の生誕祭での彼の振る舞いをよく反省し、明らかにもとの階級にふさわしい振る舞いをして復職できた」と言った。
ビリーはロイヤル・ウェルシュ第一大隊の大佐ロデリック・ポーター准将から昇進を受けた。復職の結果として、再び伍長クラブのメンバーに復帰した。
ビリーは軍隊で問題を抱えた最初のヤギではない。かつて、連隊の現任のヤギ少佐がレクサムのヤギブリーダーに繁殖用のヤギを提供し、こうして王室のヤギは「売り飛ばされた」ことがあった。最初に不敬罪で告発され、ヤギ少佐は比較的ましな「将官への無礼」に対して最終的に軍法議会にかけられ降格させられた。ヤギ少佐はヤギへの同情心から行動したと主張したが、これは法廷に好印象を与えることはできなかった。もう一頭の王室のフュージリアーズ連隊のヤギは、大佐が制服のズボンのストラップを固定するために身をかがめた間に大佐を角で突いた。その後ヤギは「反抗者」の異名をとった。この出来事は「不服従の恥ずべき行動」と言われた。

### 退役
8年間の殊勲ののちの2009年5月20日、ビリーは年齢のために退役した。最後に軍隊生活を離れる時には、1955年に女王から贈られた銀色の頭飾りを含む式服を身にまとい、大隊の軍人がヤギの小屋からトレーラーまで経路に並んだ。ビリーはベッドフォードシャーのホィップスネイド野生動物園へ連れていかれ、飼育員によるとそこの子供農園で気楽に余生を過ごしているという。

## ウィリアム・ウィンザー2世
ビリーの後を継ぐために、第1大隊の30人の成員たちは従順な状態の野生化したヤギを捕獲することを望んで、2009年6月15日午前3時にスランディドノーのグレート・オームに向けて出発した。ニック・ロック中佐（部隊長）率いるチームにはヤギ少佐と数人の獣医師が含まれていた。軍隊報道官であるギャヴィン・オコナーは「私たちはチームプレーができ、プレッシャーのもとでも冷静なヤギを探している」と言った。後任のヤギの選考の間、以前数を統制するために使われていたホルモンインプラントはもはや使用できないため、大隊は群れの間の避妊の代替ワクチン方法を開始することに協力した。
いくつかの困難を伴って生後5か月のヤギが選ばれ認識番号25142301が割り当てられた。この認識番号は連隊番号2514、第23歩兵連隊（ロイヤル・ウェルシュ・フュージリアーズ連隊）、第1大隊を意味する01を表す。新しいヤギはまたウィリアム・ウィンザーと呼ばれ、軍隊生活のための訓練期間はまずフュージリアーの階級につく。ビリーは1日2本の紙巻きタバコを配給として受けとり、これを食べてもよいが、大人になるまでギネスビールを飲むことは認められない。